# Apotrechus transversus
Apotrechus transversus is een rechtvleugelig insect uit de familie Gryllacrididae. De wetenschappelijke naam van deze soort is voor het eerst geldig gepubliceerd in 2010 door Liu, Bi & Zhang.